# Fußball-Weltmeisterschaft 1974/Gruppe I
| Pl. | Land           | Sp. | S | U | N | Tore    | Diff. | Punkte |
| --- | -------------- | --- | - | - | - | ------- | ----- | ------ |
| 1.  | DDR            | 3   | 2 | 1 | 0 | 004:100 | +3    | 05:10  |
| 2.  | BR Deutschland | 3   | 2 | 0 | 1 | 004:100 | +3    | 04:20  |
| 3.  | Chile          | 3   | 0 | 2 | 1 | 001:200 | −1    | 02:40  |
| 4.  | Australien     | 3   | 0 | 1 | 2 | 000:500 | −5    | 01:50  |

Gruppe I der Fußball-Weltmeisterschaft 1974:

## BR Deutschland – Chile 1:0 (1:0)
| BR Deutschland                                                      | BR Deutschland | Chile | Chile |
| ------------------------------------------------------------------- | --- | --- | ----- |
| BR Deutschland                                                      | \| 1. Gruppenspiel \| \| Freitag, 14. Juni 1974 um 16:00 Uhr in West-Berlin (Olympiastadion) \| \| Zuschauer: 81.100 \| \| Schiedsrichter: Doğan Babacan ( Türkei) \| \| Spielbericht \|                                           | \| 1. Gruppenspiel \| \| Freitag, 14. Juni 1974 um 16:00 Uhr in West-Berlin (Olympiastadion) \| \| Zuschauer: 81.100 \| \| Schiedsrichter: Doğan Babacan ( Türkei) \| \| Spielbericht \|                                                                  | Chile |
| BR Deutschland                                                      | Sepp Maier – Franz Beckenbauer – Berti Vogts, Georg Schwarzenbeck, Paul Breitner – Uli Hoeneß, Bernhard Cullmann, Wolfgang Overath (77. Bernd Hölzenbein) – Jürgen Grabowski, Gerd Müller, Jupp Heynckes Cheftrainer: Helmut Schön | Leopoldo Vallejos – Alberto Quintano – Rolando García, Elías Figueroa, Antonio Arias – Juan Rodriguez (84. Alfonso Lara), Carlos Caszely, Francisco Valdés (80. Leonardo Véliz), Carlos Reinoso – Guillermo Páez, Sergio Ahumada Cheftrainer: Luis Álamos | Chile |
| BR Deutschland                                                      | 1:0 Breitner (18.) | | Chile |
| BR Deutschland                                                      | Caszely (13.), Reinoso (47.), García (59.) | | Chile |
| BR Deutschland                                                      | Caszely (67.) | | Chile |
| 1. Gruppenspiel                                                     | | |       |
| Freitag, 14. Juni 1974 um 16:00 Uhr in West-Berlin (Olympiastadion) | | |       |
| Zuschauer: 81.100                                                   | | |       |
| Schiedsrichter: Doğan Babacan ( Türkei)                             | | |       |
| Spielbericht                                                        | | |       |

## DDR – Australien 2:0 (0:0)
| DDR                                                               | DDR | Australien | Australien |
| ----------------------------------------------------------------- | --- | --- | ---------- |
| DDR                                                               | \| 1. Gruppenspiel \| \| Freitag, 14. Juni 1974 um 19:30 Uhr in Hamburg (Volksparkstadion) \| \| Zuschauer: 17.000 \| \| Schiedsrichter: Youssou N’Diaye ( Senegal) \| \| Spielbericht \|                                           | \| 1. Gruppenspiel \| \| Freitag, 14. Juni 1974 um 19:30 Uhr in Hamburg (Volksparkstadion) \| \| Zuschauer: 17.000 \| \| Schiedsrichter: Youssou N’Diaye ( Senegal) \| \| Spielbericht \|                       | Australien |
| DDR                                                               | Jürgen Croy – Bernd Bransch – Gerd Kische, Konrad Weise, Siegmar Wätzlich – Harald Irmscher, Jürgen Sparwasser, Jürgen Pommerenke – Wolfram Löwe (55. Martin Hoffmann), Joachim Streich, Eberhard Vogel Cheftrainer: Georg Buschner | Jack Reilly – Peter Wilson – Doug Utjesenovic, Manfred Schaefer, Colin Curran – Johnny Warren, Ray Richards, Jimmy Mackay, Jimmy Rooney – Adrian Alston, Branko Buljević Cheftrainer: Ralé Rašić ( Jugoslawien) | Australien |
| DDR                                                               | 1:0 Curran (58., Eigentor) 2:0 Streich (72.) | | Australien |
| DDR                                                               | Wätzlich (32.), Vogel (58.), Kische (61.) | | Australien |
| 1. Gruppenspiel                                                   | | |            |
| Freitag, 14. Juni 1974 um 19:30 Uhr in Hamburg (Volksparkstadion) | | |            |
| Zuschauer: 17.000                                                 | | |            |
| Schiedsrichter: Youssou N’Diaye ( Senegal)                        | | |            |
| Spielbericht                                                      | | |            |

## Australien – BR Deutschland 0:3 (0:2)
| Australien                                                         | Australien | BR Deutschland | BR Deutschland |
| ------------------------------------------------------------------ | --- | --- | -------------- |
| Australien                                                         | \| 2. Gruppenspiel \| \| Dienstag, 18. Juni 1974 um 16:00 Uhr in Hamburg (Volksparkstadion) \| \| Zuschauer: 53.300 \| \| Schiedsrichter: Mahmoud Mustafa Kamel ( Ägypten) \| \| Spielbericht \|                                                          | \| 2. Gruppenspiel \| \| Dienstag, 18. Juni 1974 um 16:00 Uhr in Hamburg (Volksparkstadion) \| \| Zuschauer: 53.300 \| \| Schiedsrichter: Mahmoud Mustafa Kamel ( Ägypten) \| \| Spielbericht \|                                                        | BR Deutschland |
| Australien                                                         | Jack Reilly – Peter Wilson – Doug Utjesenovic, Manfred Schaefer, Colin Curran – Ernie Campbell (46. Attila Abonyi), Ray Richards, Jimmy Mackay, Jimmy Rooney – Adrian Alston, Branko Buljević (61. Peter Ollerton) Cheftrainer: Ralé Rašić ( Jugoslawien) | Sepp Maier – Franz Beckenbauer – Berti Vogts, Georg Schwarzenbeck, Paul Breitner – Uli Hoeneß, Bernhard Cullmann (67. Herbert Wimmer), Wolfgang Overath – Jürgen Grabowski, Gerd Müller, Jupp Heynckes (46. Bernd Hölzenbein) Cheftrainer: Helmut Schön | BR Deutschland |
| Australien                                                         | 0:1 Overath (12.) 0:2 Cullmann (34.) 0:3 Müller (53.) | | BR Deutschland |
| Australien                                                         | Mackay (57.) | | BR Deutschland |
| 2. Gruppenspiel                                                    | | |                |
| Dienstag, 18. Juni 1974 um 16:00 Uhr in Hamburg (Volksparkstadion) | | |                |
| Zuschauer: 53.300                                                  | | |                |
| Schiedsrichter: Mahmoud Mustafa Kamel ( Ägypten)                   | | |                |
| Spielbericht                                                       | | |                |

## Chile – DDR 1:1 (0:0)
| Chile                                                                | Chile | DDR | DDR |
| -------------------------------------------------------------------- | --- | --- | --- |
| Chile                                                                | \| 2. Gruppenspiel \| \| Dienstag, 18. Juni 1974 um 19:30 Uhr in West-Berlin (Olympiastadion) \| \| Zuschauer: 28.300 \| \| Schiedsrichter: Aurelio Angonese ( Italien) \| \| Spielbericht \|                                                              | \| 2. Gruppenspiel \| \| Dienstag, 18. Juni 1974 um 19:30 Uhr in West-Berlin (Olympiastadion) \| \| Zuschauer: 28.300 \| \| Schiedsrichter: Aurelio Angonese ( Italien) \| \| Spielbericht \|                                                               | DDR |
| Chile                                                                | Leopoldo Vallejos – Alberto Quintano – Rolando García, Elías Figueroa, Antonio Arias – Guillermo Páez, Carlos Reinoso, Francisco Valdés (46. Guillermo Yávar) – Jorge Socías (67. Rogelio Farías), Sergio Ahumada, Leonardo Véliz Cheftrainer: Luis Álamos | Jürgen Croy – Bernd Bransch – Gerd Kische, Konrad Weise, Siegmar Wätzlich – Wolfgang Seguin (72. Hans-Jürgen Kreische), Harald Irmscher, Jürgen Sparwasser – Martin Hoffmann, Joachim Streich, Eberhard Vogel (29. Peter Ducke) Cheftrainer: Georg Buschner | DDR |
| Chile                                                                | 1:1 Ahumada (69.) | 0:1 Hoffmann (55.) | DDR |
| Chile                                                                | Véliz (56.), Páez (60.) | Kische (65.) | DDR |
| 2. Gruppenspiel                                                      | | |     |
| Dienstag, 18. Juni 1974 um 19:30 Uhr in West-Berlin (Olympiastadion) | | |     |
| Zuschauer: 28.300                                                    | | |     |
| Schiedsrichter: Aurelio Angonese ( Italien)                          | | |     |
| Spielbericht                                                         | | |     |

## Australien – Chile 0:0
| Australien                                                          | Australien | Chile | Chile |
| ------------------------------------------------------------------- | --- | --- | ----- |
| Australien                                                          | \| 3. Gruppenspiel \| \| Samstag, 22. Juni 1974 um 16:00 Uhr in West-Berlin (Olympiastadion) \| \| Zuschauer: 17.400 \| \| Schiedsrichter: Jafar Namdar ( Iran) \| \| Spielbericht \|                                                                     | \| 3. Gruppenspiel \| \| Samstag, 22. Juni 1974 um 16:00 Uhr in West-Berlin (Olympiastadion) \| \| Zuschauer: 17.400 \| \| Schiedsrichter: Jafar Namdar ( Iran) \| \| Spielbericht \|                                                                        | Chile |
| Australien                                                          | Jack Reilly – Peter Wilson – Doug Utjesenovic, Manfred Schaefer, Colin Curran (83. Harry Williams) – Ray Richards, Jimmy Rooney, Jimmy Mackay – Attila Abonyi, Adrian Alston (65. Peter Ollerton), Branko Buljević Cheftrainer: Ralé Rašić ( Jugoslawien) | Leopoldo Vallejos – Alberto Quintano – Rolando García, Elías Figueroa, Antonio Arias – Francisco Valdés (55. Rogelio Farías), Guillermo Páez, Carlos Reinoso – Carlos Caszely, Sergio Ahumada, Leonardo Véliz (72. Guillermo Yávar) Cheftrainer: Luis Álamos | Chile |
| Australien                                                          | Richards (37.) | | Chile |
| Australien                                                          | Richards (83.) | | Chile |
| 3. Gruppenspiel                                                     | | |       |
| Samstag, 22. Juni 1974 um 16:00 Uhr in West-Berlin (Olympiastadion) | | |       |
| Zuschauer: 17.400                                                   | | |       |
| Schiedsrichter: Jafar Namdar ( Iran)                                | | |       |
| Spielbericht                                                        | | |       |

## DDR – BR Deutschland 1:0 (0:0)
| DDR                                                               | DDR | BR Deutschland | BR Deutschland |
| ----------------------------------------------------------------- | --- | --- | -------------- |
| DDR                                                               | \| 3. Gruppenspiel \| \| Samstag, 22. Juni 1974 um 19:30 Uhr in Hamburg (Volksparkstadion) \| \| Zuschauer: 60.200 \| \| Schiedsrichter: Ramón Barreto ( Uruguay) \| \| Spielbericht \|                                                  | \| 3. Gruppenspiel \| \| Samstag, 22. Juni 1974 um 19:30 Uhr in Hamburg (Volksparkstadion) \| \| Zuschauer: 60.200 \| \| Schiedsrichter: Ramón Barreto ( Uruguay) \| \| Spielbericht \|                                                                  | BR Deutschland |
| DDR                                                               | Jürgen Croy – Bernd Bransch – Gerd Kische, Konrad Weise, Siegmar Wätzlich – Reinhard Lauck, Harald Irmscher (68. Erich Hamann), Lothar Kurbjuweit – Jürgen Sparwasser, Hans-Jürgen Kreische, Martin Hoffmann Cheftrainer: Georg Buschner | Sepp Maier – Franz Beckenbauer – Berti Vogts, Georg Schwarzenbeck (68. Horst-Dieter Höttges), Paul Breitner – Uli Hoeneß, Bernhard Cullmann, Wolfgang Overath (69. Günter Netzer) – Jürgen Grabowski, Gerd Müller, Heinz Flohe Cheftrainer: Helmut Schön | BR Deutschland |
| DDR                                                               | 1:0 Sparwasser (77.) | | BR Deutschland |
| DDR                                                               | Sparwasser (27.), Croy (81.), Kreische (84.) | | BR Deutschland |
| 3. Gruppenspiel                                                   | | |                |
| Samstag, 22. Juni 1974 um 19:30 Uhr in Hamburg (Volksparkstadion) | | |                |
| Zuschauer: 60.200                                                 | | |                |
| Schiedsrichter: Ramón Barreto ( Uruguay)                          | | |                |
| Spielbericht                                                      | | |                |